# Lámfalussy-díj
A Lámfalussy-díj a Magyar Nemzeti Bank által 2013-ban alapította kitüntetés.

## Célja
Lámfalussy-díj célja, hogy elismerje azon nemzetközileg is kiemelkedő szakmai teljesítményeket, életműveket, amelyek befolyással vannak a Magyar Nemzeti Bank munkájára, valamint a nemzetközi monetáris politikára. A díjátadás egyúttal lehetőséget biztosít arra, hogy a Bank a nemzetközi közgazdász, gazdaságpolitikai közösség figyelmét Magyarországra, Magyarországnak a közgazdasági gondolkodás és a gazdaságpolitika átalakulásában betöltött szerepére irányítsa. Lámfalussy Sándor, a díj névadójának személye szimbolizálja Magyarország jelentőségét a nemzetközi gazdasági folyamatokban.
A díjat annak a személynek lehet odaítélni, aki a közgazdaság és a pénzügyek területén olyan kiemelkedő, nemzetközileg elismert szakmai munkát, tudományos publikációs vagy oktató tevékenységet végzett, amely hosszabb távon jelentős hatással van a magyar és nemzetközi monetáris politika, a közgazdaságtudomány és szakmai közösség fejlődésére.

## Kitüntetettek
- 2014 Ewald Nowotny, az osztrák jegybank elnöke, az Európai Központi Bank (EKB) kormányzótanácsának tagja, a bécsi közgazdaságtudományi egyetem egykori professzora és rektorhelyettese.[2]
- 2015 Benoît Cœuré, az Európai Központi Bank Igazgatóságának tagja, a Francia Államkincstár korábbi főigazgató-helyettese és az Agence France Trésor korábbi vezérigazgatója.[3]
- 2016 a bázeli székhelyű Nemzetközi Fizetések Bankja (BIS: Bank for International Settlements). Az 1930-ban alapított BIS a világ legrégebben működő nemzetközi pénzügyi szervezete, amely a világ GDP-jének 95 százalékát adó hatvan ország központi bankját tömöríti.[4]
- 2017  Jacques de Larosière, az Nemzetközi Valutaalap (IMF) volt vezérigazgatója és az Európai Újraépítési és Beruházási Bank (EBRD) volt elnöke.[5]
- 2018 Zhou Xiaochuan, a kínai jegybank elnöke.[6][7]
- 2019 Yves Mersch, az Európai Központi Bank Igazgatóságának tagja, a Banque Centrale du Luxembourg korábbi elnöke.[8]

- 2020 Peter Praet, az Európai Központi Bank  egykori vezető közgazdásza, és Kormányzótanácsának tagja.[9]